# Jastreb (Czarnogóra)
Jastreb (cyr. Јастреб) – wieś w Czarnogórze, w gminie Danilovgrad. W 2011 roku liczyła 304 mieszkańców.